# Fußball-Club Bayern München Basketball 2024-2025
Questa voce raccoglie le informazioni riguardanti il Fußball-Club Bayern München Basketball nelle competizioni ufficiali della stagione 2024-2025.

## Stagione
La stagione 2024-2025 del Fußball-Club Bayern München Basketball è la 24ª nel massimo campionato tedesco di pallacanestro, la Basketball-Bundesliga.

## Roster
Aggiornato al 19 settembre 2024.
| Bayern München 2024-25 | Bayern München 2024-25 |
| Giocatori              | Staff tecnico          |
| ---------------------- | ---------------------- |

| N. | Naz.                                           | Ruolo | Nome               | Anno | Alt.   | Peso   |  |
| -- | ---------------------------------------------- | ----- | ------------------ | ---- | ------ | ------ |  |
| 0  | Stati Uniti (bandiera) · Germania (bandiera)   | G     | Nick Weiler-Babb   | 1995 | 196 cm | 91 kg  |  |
| 1  | Germania (bandiera)                            | AG    | Oscar da Silva     | 1998 | 206 cm | 104 kg |  |
| 3  | Stati Uniti (bandiera)                         | P     | Carsen Edwards     | 1998 | 182 cm | 91 kg  |  |
| 4  | Australia (bandiera)                           | AP    | Jack White         | 1997 | 200 cm | 102 kg |  |
| 5  | Germania (bandiera)                            | AP    | Niels Giffey       | 1991 | 200 cm | 93 kg  |  |
| 7  | Germania (bandiera)                            | C     | Johannes Voigtmann | 1992 | 211 cm | 115 kg |  |
| 8  | Stati Uniti (bandiera) · Porto Rico (bandiera) | P     | Shabazz Napier     | 1991 | 183 cm | 79 kg  |  |
| 10 | Germania (bandiera)                            | GA    | Ivan Kharchenkov   | 2006 | 198 cm | 99 kg  |  |
| 11 | Serbia (bandiera)                              | A     | Vladimir Lučić (C) | 1989 | 204 cm | 95 kg  |  |
| 13 | Germania (bandiera)                            | G     | Andreas Obst       | 1996 | 191 cm | 81 kg  |  |
| 17 | Turchia (bandiera)                             | AP    | Onuralp Bitim      | 1999 | 198 cm | 98 kg  |  |
| 19 | Germania (bandiera)                            | A     | Marco Frank        | 2003 | 198 cm | 92 kg  |  |
| 20 | Germania (bandiera)                            | AG    | Elias Harris       | 1989 | 203 cm | 108 kg |  |
| 21 | Germania (bandiera)                            | P     | Justus Hollatz     | 2001 | 194 cm | 95 kg  |  |
| 22 | Croazia (bandiera)                             | C     | Danko Branković    | 2000 | 216 cm | 91 kg  |  |
| 31 | Stati Uniti (bandiera)                         | C     | Devin Booker       | 1991 | 205 cm | 113 kg |  |
| 41 | Israele (bandiera)                             | P     | Yam Madar          | 2000 | 190 cm | 82 kg  |  |
| 44 | Germania (bandiera) · Croazia (bandiera)       | GA    | Ivan Volf          | 2006 | 201 cm | 89 kg  |  |
| 53 | Germania (bandiera)                            | AG    | Kevin Yebo         | 1996 | 207 cm | 99 kg  |  |

| Allenatore |
| - / Gordon Herbert |
| Assistente/i |
| - Josep Maria Berrocal - Daniel Herbert - Mihajlo Mitić - T.J. Parker Legenda - (C) Capitano - (IN) Inattivo - Infortunato Roster |

## Mercato

### Sessione estiva
| Acquisti | Acquisti           | Acquisti        | Acquisti      | Acquisti |
| R.       | Nome               | da              | Modalità      |          |
| -------- | ------------------ | --------------- | ------------- | -------- |
| P        | Yam Madar          | Fenerbahçe      | svincolato    |          |
| P        | Shabazz Napier     | Olimpia Milano  | svincolato    |          |
| AG       | Oscar da Silva     | Barcellona      | svincolato    |          |
| AG       | Matej Rudan        | Breogán         | fine prestito |          |
| AC       | Kevin Yebo         | Niners Chemnitz | svincolato    |          |
| AC       | Johannes Voigtmann | Olimpia Milano  | svincolato    |          |

| Cessioni | Cessioni           | Cessioni         | Cessioni       | Cessioni |
| R.       | Nome               | a                | Modalità       |          |
| -------- | ------------------ | ---------------- | -------------- | -------- |
| P        | Sylvain Francisco  | Žalgiris Kaunas  | fine contratto |          |
| P        | Nelson Weidemann   | Ulma             | fine contratto |          |
| PG       | Leandro Bolmaro    | Olimpia Milano   | rescissione    |          |
| PG       | Isaac Bonga        | Partizan         | fine contratto |          |
| PG       | Martin Kalu        | Braunschweig     | prestito       |          |
| A        | Dino Radončić      | Real Betis       | fine contratto |          |
| AG       | Matej Rudan        | Spartak Subotica | fine contratto |          |
| AG       | Jan Niklas Wimberg | Amburgo Towers   | fine contratto |          |
| C        | Serge Ibaka        | Real Madrid      | fine contratto |          |

### Dopo l'inizio della stagione
| Acquisti | Acquisti       | Acquisti         | Acquisti        | Acquisti   |
| R.       | Nome           | da               | Data            | Modalità   |
| -------- | -------------- | ---------------- | --------------- | ---------- |
| AP       | Onuralp Bitim  | Fenerbahçe       | 8 novembre 2024 | prestito   |
| P        | Justus Hollatz | Anadolu Efes     | 23 gennaio 2025 | svincolato |
| AP       | Jack White     | Melbourne United | 1 aprile 2025   | svincolato |

| Cessioni | Cessioni   | Cessioni        | Cessioni         | Cessioni    |
| R.       | Nome       | a               | Data             | Modalità    |
| -------- | ---------- | --------------- | ---------------- | ----------- |
| P        | Yam Madar  | Hapoel Tel Aviv | 28 novembre 2024 | rescissione |
| AG       | Kevin Yebo | Niners Chemnitz | 7 marzo 2025     | rescissione |